# Торик, Алевтина Борисовна
Торик Алевтина Борисовна (род. 5 октября 1972, Уфа, Башкирская АССР, РСФСР, СССР) — сценограф

, лауреат национальной театральной премии «Золотая маска», высшей театральной премии Санкт-Петербурга «Золотой софит», Высшей национальной премии в области театрального искусства для детей «Арлекин», победитель в номинации «Лучшая работа художника» фестиваля «Золотой Дельфин-2008», Международного фестиваля театров кукол «Петрушка Великий-2010».

## Биография
Алевтина Торик родилась 5 октября 1972 г. в г. Уфе. Мама, Татьяна Фомина, работала реквизитором в театре. Отец, Борис Торик, был оперным певцом. Училась в 114-й, а затем в 88-й средней школе г. Уфы. Окончила Уфимское училище искусств по специальности «художник-оформитель» в 1992 г. и СПбГАТИ по специальности «художник-постановщик» в 1998 г., курс Т. Мироновой. В настоящее время проживает в Санкт-Петербурге.

## Творческая деятельность
Первый спектакль «Сладкий пирог» был поставлен Алевтиной Торик на сцене уфимского Театра кукол в 1993 г. Затем были постановки на сцене Русского драматического театра г. Уфы. После СПбГАТИ А. Торик проработала два года художником-постановщиком в театре марионеток им. Е. С. Деммени. Потом была зачислена в штат Большого театра кукол. Весьма плодотворным было сотрудничество с режиссером Русланом Кудашовым в небольшом театре «Потудань». Спектакль Р. Кудашова «Невский проспект», художниками-постановщиками которого были А. Торик и А. Запорожский, был удостоен премии «Золотая маска» за работу режиссера. Восемь лет А. Торик была главным художником петербургского театра кукол «Бродячая собачка». В 2006 г. спектакль «Гадкий утенок», поставленный на сцене этого театра, получил премию «Золотая маска» за работу художника. В последние годы она постоянно работает с петербургским режиссером Петром Васильевым.
Художник спектаклей, поставленных в Уфимском театре кукол, в Архангельском театре кукол, в театре кукол «Бродячая собачка», в Театре марионеток им. Е. С. Деммени, в театре «Потудань», в Театре кукол Республики Карелия, в Вологодском театре кукол, в датском театре кукол «На колесах», в Санкт-Петербургском Большом театре кукол. Среди ее работ — спектакли «Вий», «Невский проспект», «Пир во время чумы», «Цуцики в ночи», «Русалочка» и другие.
На сегодняшний день на счету Алевтины Торик как художника-постановщика 165 спектаклей.
Р. Кудашов о работе с А.Торик и А. Запорожским над «Невским проспектом»: «Тот факт, что мы работаем вместе уже 10 лет, говорит сам за себя. Значит, мы находим взаимопонимание. Когда мы делали „Невский проспект“, практически несколько месяцев работали буквально не выходя из БТК, очень плотно общались, с утра до вечера вместе, и, конечно, стали близки и теперь тесно связаны, знаем друг о друге многое, вплоть до каких-то личных переживаний. Они сами делают кукол, и это очень важно, ведь то, что делает художник и в смысловом плане, и в изобразительном, тот образ, который в его руках рождается, — он и будет жить на сцене. В драматическом театре в процессе репетиций или жизни спектакля еще можно изменить рисунок роли, грим, костюм… А в кукольном театре, если ты как режиссер допускаешь в работе с художником какую-то ошибку, потом ничего не исправить, не подкорректировать — надо делать все заново. Поэтому если не находишься в очень чутком диалоге с художником — просто ничего не получится».
А. Торик о работе художника-кукольника: «…сначала создается образ, рисуется. Мы с режиссером решаем, что, да, родился персонаж. Потом рисуется шаблон, чертёж в натуральную величину. И этот этап очень важный, потому что от пропорций в кукле много что зависит. Если вдруг даже кукле посадят не туда голову, то все, персонаж совсем другой получается, у него уже другой характер. Далее приступаем непосредственно к производству. Сначала мы лепим скульптуру, затем отливается гипсовая форма, делается папье-маше из бумаги, ну и дальше делаем тело, ручки. Затем по эскизу портниха шьет костюм. У куклы все, как у обычного человека, только сложнее».

## Театральные работы
• Сладкий пирог (С. Елисеев)
• Волшебная лампа Аладдина (Н. Гернет)
• Русалочка (Х. К. Андерсен)
• Прогулки с Винни-Пухом (по мотивам повести А. Милна «Винни-Пух и все-все-все»)
• Теремок (С. Маршак)
• По щучьему велению (народная сказка)
• Петрушка (по мотивам народных сказок)
• Гусенок (Н. Гернет)
• Умка (Ю. Яковлев)
• Бармалей (К. Чуковский)
• Дюймовочка (Х. К. Андерсен)
• Гадкий утенок (Х. К. Андерсен)
• Потудань (А. П. Платонов)
• Невский проспект (Н. В. Гоголь)
• Холстомер (Л. Н. Толстой)
• Небо в чемодане, или Цуцики в ночи (Р. Кудашов)
• Пир во время чумы (А. С. Пушкин)
• Маленький принц (А. Сент-Экзюпери)
• Вий (Н. В. Гоголь)
• Декамерон (Дж. Бокаччо)
• Тысяча и одна ночь (по мотивам арабских сказок)
• Буратино (А. Н. Толстой)
• Морозко (по мотивам русских сказок)
• Царь Пузан (К. Чуковский)
• Франкенштейн (М. Шелли)
• Кошкин дом (С. Маршак)
• Маленькие трагедии (А. С. Пушкин)
• Айболит (К. Чуковский)
• Звездочка (Н. Шмитько)
• Каштанка (А. П. Чехов)
• Сказка о царе Салтане (А. С. Пушкин)
• Рождественская история (по мотивам библейских историй)